# Love again (globeの曲)
「Love again」（ラヴ・アゲイン）は、globeの12枚目のシングル。1998年3月31日にavex globeから発売された。

## 解説
ミリオンセラーとなった3枚目のアルバム『Love again』と同時リリース。
ロサンゼルスでベーシックとなる詩と曲を作り、帰国したその日にKEIKOと再会し、そのままスタジオに入った後10～15分で出来上がった。
2002年から2003年頃にかけて、TBS系バラエティ番組『学校へ行こう!』内の企画である「B-RAPハイスクール」にて、軟式globeが当楽曲の替え歌である「I'm fallin' DNA」を披露していた。

## 収録曲
| 全作詞: 小室哲哉・MARC、全作曲・編曲: 小室哲哉。 |                               |                  |            |      |
| #                                                | タイトル                      | 作詞             | 作曲・編曲 | 時間 |
| 1.                                               | 「Love again (STRAIGHT RUN)」 | 小室哲哉 ・ MARC | 小室哲哉   | 4:47 |
| 2.                                               | 「Love again (xaMix)」        | 小室哲哉 ・ MARC | 小室哲哉   | 6:08 |
| 3.                                               | 「Love again (INSTRUMENTAL)」 | 小室哲哉 ・ MARC | 小室哲哉   | 4:45 |
| 合計時間:                                        | 合計時間:                     | 15:40            |            |      |

## クレジット
- Produced : 小室哲哉
- Guitars : 松尾和博
- Mixed : Eddie Delena
- Additional production (#2) : Gary Adante, Robert Arbittier

## 楽曲の収録アルバム
Love again
- Love again
- CRUISE RECORD 1995-2000
- 8 Years ～Many Classic Moments～
- globe decade -single history 1995-2004-
- 15YEARS -BEST HIT SELECTION-
- #globe20th -SPECIAL COVER BEST-（COVER+BEST盤のみ収録）

## カバー
- 超特急 - V.A.『#globe20th -SPECIAL COVER BEST-』（2015年12月16日）に収録[3]。
- Lynx Eyes（Raychell） - ゲーム『D4DJ Groovy Mix』に収録。[4]